# Pongola (fiume)

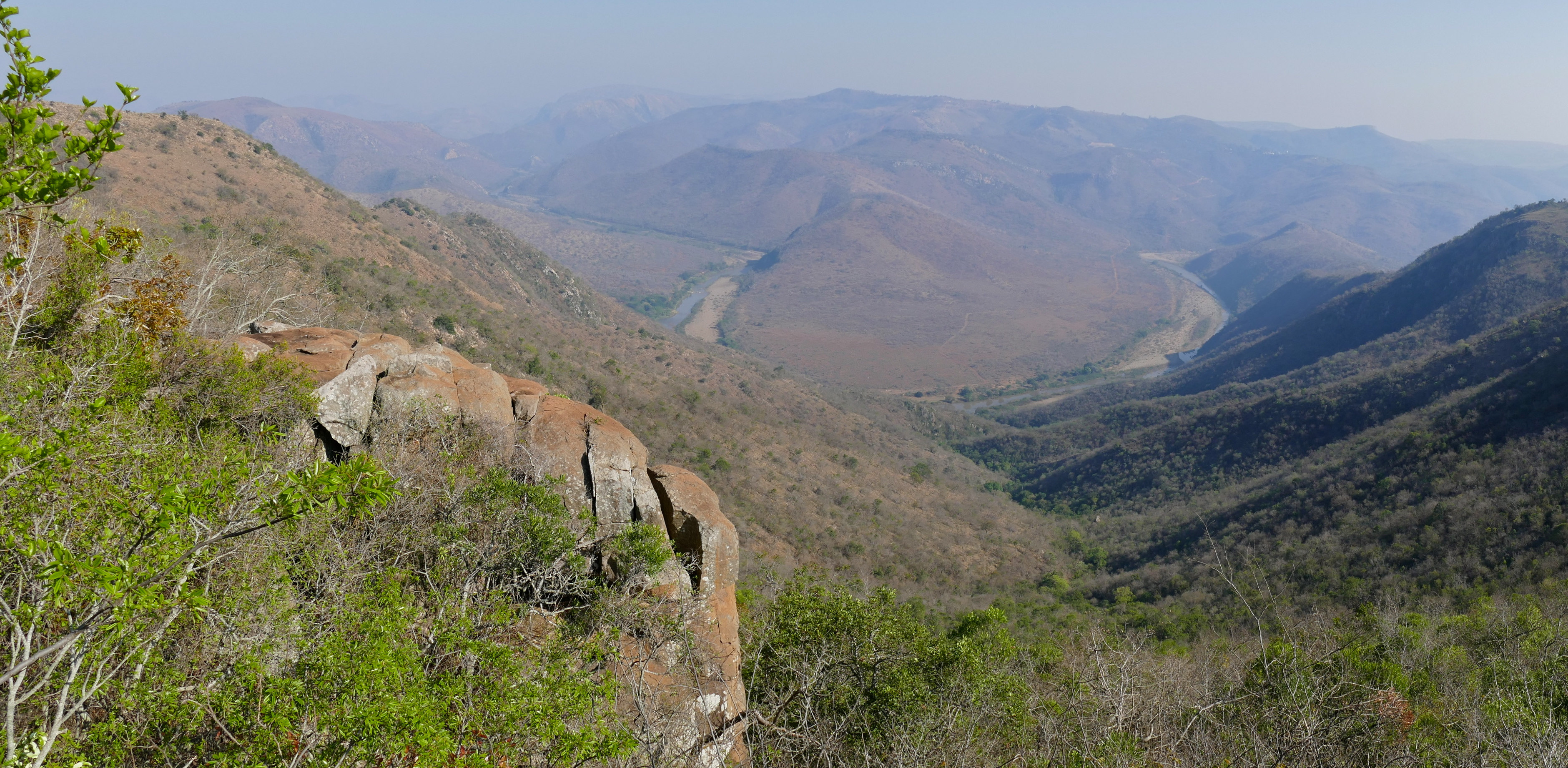
Veduta del fiume

Il Pongola (in afrikaans Pongolarivier, in inglese Phongolo) è un fiume del Sudafrica, immissario del Maputo, le cui sorgenti si trovano presso la località di Utrecht, nella zona settentrionale della provincia del KwaZulu-Natal. Il fiume poi scorre verso est, attraversando la cittadina di Pongola, è sbarrato da una diga nei pressi di Pongolapoort, poi attraversa i Monti Umombo quindi volge a nord verso il Mozambico, dove le sue acque si gettano nel Maputo.
I suoi maggiori tributari solo il Bivane ed il Mozana in Sudafrica ed il Ngwavuma in eSwatini.